# Hyalien kraakbeen

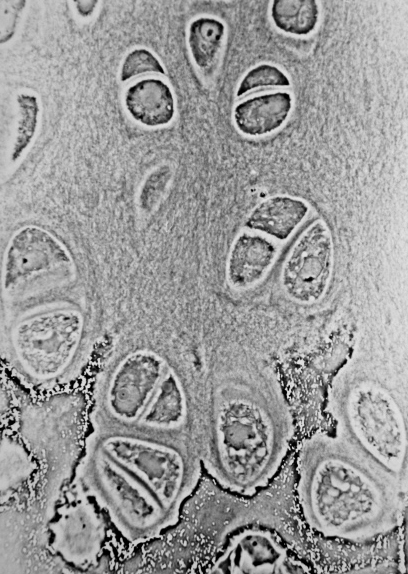
Lichtmicropische afbeelding van niet-gecalcificeerd hyalien kraakbeen met de chondrocyten en organellen, lacunae en extracellulaire matrix.

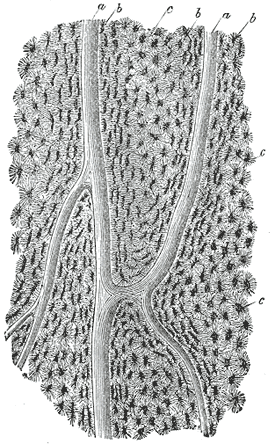
Doorsnede evenwijdig aan het oppervlak van het dijbeen. X 100. a, kanalen van Havers; b, lacunae gezien vanaf de zijkant; c, andere gezien vanaf het oppervlak tussen de lamellen, die horizontaal zijn doorgesneden.

Hyalien kraakbeen, glasachtig kraakbeen of cartilago hyalina is een type kraakbeenweefsel dat bestaat uit cellen, de chondrocyten, en een schijnbaar homogene, lichtblauwe, halfdoorschijnende intercellulaire matrix.
De chondrocyten liggen vaak in groepjes van 2 tot 4 cellen (een chondron). Ze zijn rond of ovaal in het midden van het kraakbeen en geleidelijk platter en langwerpiger naar het oppervlak toe. Zij vormen de bouwstenen voor de collageenvezels en de mucoproteïnes van de matrix. Daardoor metselen zij zich in in holten met een gladde wand: de lacunae.  
In de matrix komen veel collageenvezels voor. Met de lichtmicroscoop zijn ze niet zichtbaar, daar ze dezelfde brekingsindex hebben als de matrix.
Hyalien kraakbeen vormt een deel van de ribben en is ook aanwezig in het kraakbeen van de neus, strottenhoofd, luchtpijp en luchtpijptakken. Het grootste deel van het skelet in het embryonaal stadium is hyalien kraakbeen dat later vervangen wordt door been.
|  |  |